# جنایت‌های تاریک (فیلم ۲۰۱۶)
جنایت‌های تاریک (به انگلیسی: Dark Crimes) (که در ابتدا در جشنواره‌های فیلم قبل از سال ۲۰۱۸ با عنوان جرائم واقعی منتشر شد) یک فیلم معمایی و درام به کارگردانی الکساندروس ایواناس و نویسندگی جرمی بروک. محصول مشترک لهستان و آمریکا برای سال ۲۰۱۶ می‌باشد. این فیلم بر اساس نوشته دیوید گرنر، کتاب جنایت واقعی: رمز و راز قتل پسامدرن، در مورد قاتل محکوم کریستین بالا، که در سال ۲۰۰۸ در نیویورکر منتشر شده‌است‌ می‌باشد. بازیگران این فیلم جیم کری، آگاتا کولشا، شارلوت گنزبور، کاتی اوتینن، زبیگنیف زاماخوفسکی و مارتون چوکاش هستند.

## داستان
پس از تحقیقات درباره مرگ یک شهروند، مشخص می‌شود که مرگ او به سرنخ هایی که در یک کتاب وجود دارد مرتبط است و…

## تولید
فیلم‌برداری اصلی در ۱۲ نوامبر ۲۰۱۵ در کراکوف لهستان آغاز شد و در ۱۳ دسامبر ۲۰۱۵ به پایان رسید.